# Cementerio de al-Mu'ala
El cementerio de al-Mu'ala, Maqbara al-Mu‘ala o Jannatul Mualla (en árabe, El más exaltado Paraíso), también conocido como el "Cementerio de Ma'la" (árabe: Maqbarah al-Maʿlāh) (en árabe: مَقْبَرَة ٱلْمَعْلَاة‎) y Al-Ḥaŷūn es un cementerio al norte de la gran mezquita Másyid al-Haram, y cerca de la mezquita de los genios en La Meca, Arabia Saudita. Es el lugar donde la primera esposa del profeta islámico Mahoma, el abuelo, y otros antepasados y parientes están enterrados.

## Historia

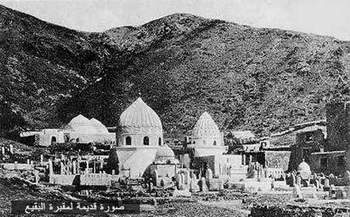
El Jannat al-Mu'allah en la década de 1910, a finales del periodo otomano y antes de su demolición masiva en 1925 o 1926.

Muchos de los parientes de Mahoma fueron enterrados en este cementerio antes de su Hégira en 622. Con el tiempo, numerosas cúpulas (qutbas) y mausoleos fueron construidos o reconstruidos sobre las tumbas de los difuntos más famosos y solían ser visitados por los peregrinos del hach. Las tumbas en este cementerio fueron demolidas en 1925 o 1926, el mismo año que las del cementerio de Jannatul Baqi de Medina, por orden del rey saudí Ibn Saúd, debido al credo radical wahabí que profesaba, y que considera blasfemo la veneración y visita de tumbas de santos, provocando las protestas de la comunidad islámica internacional. Algunos chiíes lamentan el día que la Casa de Saúd derribó las cúpulas y mausoleos en los dos cementerios más sagrados del Islam, el de Mualla y el de Al-Baqi, y lo han nombrado Yaum-e Gham o "Día del Dolor", reclamando la restauración de las tumbas y mausoleos, pero las autoridades saudíes ignoran todas las críticas y reclamaciones. La situación del Mualla, que desde los tiempos de la demolición fue además nivelado y cubierto de cemento, ha provocado el resentimiento entre la mayoría musulmana, no wahabí, que continúa recordando su pasado esplendor.

## Entierros notables

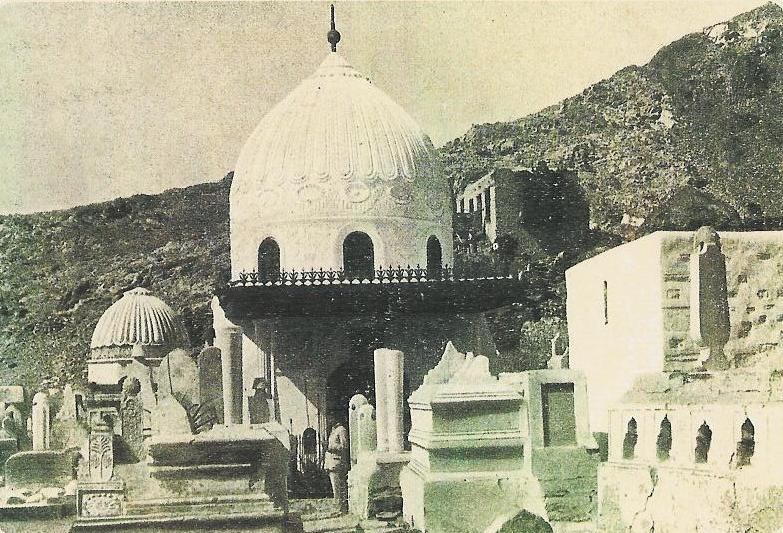
La tumba de Jadiya en el cementerio de al-Mu'alla, antes de su destrucción en 1925 o 1926.

Las figuras históricas aquí enterradas incluyen:
- Abu Tálib ibn Abd al-Muttálib, tío de Mahoma y padre del imán Ali.
- Abd Manaf, tatarabuelo de Mahoma.
- Abd al-Muttálib, abuelo de Mahoma.
- Jadiya, primera esposa de Mahoma.
- Rahmatullah Kairanwi, erudito musulmán indio del siglo XIX y autor de Izhar ul-Haqq.[4]
- Imdadullah Muhajir Makki, otro erudito musulmán indio del siglo XIX.[5]
- Abu Turab al-Zahiri, clérigo musulmán del siglo XX.
- Muhammad Alawi al-Maliki, clérigo musulmán suní del siglo XX.
- Mulá Ali Qari Herawi, famoso erudito suní de Tafsir, Corán, Fiqh, Teología islámica y lengua árabe.